# Região Metropolitana de Maringá
A Região Metropolitana de Maringá (RMM), instituída pela Lei Complementar Estadual 83/1998, é constituída pelos Municípios de Maringá, Sarandi, Marialva, Mandaguari, Paiçandu, Ângulo, Iguaraçu, Mandaguaçu, Floresta, Doutor Camargo, Itambé, Astorga, Ivatuba, Bom Sucesso, Jandaia do Sul, Cambira, Presidente Castelo Branco, Flórida, Santa Fé, Lobato, Munhoz de Mello, Floraí, Atalaia, São Jorge do Ivaí, Ourizona e Nova Esperança. Totalizando 26 municípios, possui uma a área territorial de 5.978.592 km² e população estimada em cerca de 851 mil habitantes (IBGE/2022).
A última modificação ocorreu em 2012, pela Lei Complementar Estadual 145, que adicionou o município de Nova Esperança. A região ainda pode receber, por emenda ao projeto de Lei Complementar nº 6/2013,  a inclusão de mais 8 municípios (Marumbi, Santo Inácio, Colorado, Paranacity, Engenheiro Beltrão, Fênix, Barbosa Ferraz e Quinta do Sol), totalizando 34 municípios.

## História[10]

### Lei Complementar Estadual 83/1998[11]
Instituiu a Região Metropolitana de Maringá, contando com 8 municípios: Maringá, Sarandi, Paiçandu, Mandaguaçu, Marialva, Mandaguari, Ângulo e Iguaraçu. A lei foi assinada pelo presidente do Tribunal de Justiça do Paraná e também governador em exercício Des. Henrique Chesneau Lenz César.

### Lei Nº 13565/2002[12]
Altera a Lei Complementar Estadual 83/1998. Adiciona-se o município de Floresta à Região Metropolitana de Maringá. Assinada pelo presidente da ALEP, Hermas Brandão.

### Lei Complementar Estadual 110/2005[13]
Altera a Lei Complementar Estadual 83/1998. São adicionados 4 municípios à Região Metropolitana de Maringá: Doutor Camargo, Itambé, Astorga e Ivatuba. Assinada pelo presidente da ALEP, Hermas Brandão.

### Lei Complementar Estadual 127/2010[14]
Altera a Lei Complementar Estadual 83/1998. São adicionados 12 municípios à Região Metropolitana de Maringá: Bom Sucesso, Jandaia do Sul, Cambira, Presidente Castelo Branco, Flórida, Santa Fé, Lobato, Munhoz de Mello, Floraí, Atalaia, São Jorge do Ivaí e Ourizona. Assinada no governo de Roberto Requião.

### Lei Complementar Estadual 145/2012[15]
Altera a Lei Complementar Estadual 83/1998. Adiciona-se o município de Nova Esperança à Região Metropolitana de Maringá. Assinada no governo de Beto Richa.

## Municípios
| Município                 | Área (km²) | População (2018) | PIB em R$ (2021) | Distância à Maringá (km) |  |
| ------------------------- | ---------- | ---------------- | ---------------- | ------------------------ |  |
| Ângulo                    | 106,021    | 2.927            | 154.209.068      | 36,6                     |  |
| Astorga                   | 434,791    | 26.011           | 882.969.447      | 52                       |  |
| Atalaia                   | 137,663    | 3.902            | 177.317.135      | 53,6                     |  |
| Bom Sucesso               | 322,755    | 6.995            | 157.282.948      | 61,8                     |  |
| Cambira                   | 162,635    | 7.813            | 280.229.165      | 54,2                     |  |
| Doutor Camargo            | 118,278    | 5.976            | 200.380.398      | 37,7                     |  |
| Floraí                    | 191,133    | 4.953            | 239.271.417      | 47,7                     |  |
| Floresta                  | 158,225    | 6.695            | 271.142.618      | 28,7                     |  |
| Flórida                   | 83,046     | 2.679            | 80.584.485       | 50,4                     |  |
| Iguaraçu                  | 164,983    | 4.366            | 212.523.906      | 30,9                     |  |
| Itambé                    | 243,821    | 6.107            | 228.348.997      | 46,1                     |  |
| Ivatuba                   | 96,786     | 3.238            | 143.603.933      | 43,2                     |  |
| Jandaia do Sul            | 187,600    | 21.122           | 790.200.148      | 42                       |  |
| Lobato                    | 240,904    | 4.755            | 215.578.882      | 59,7                     |  |
| Mandaguari                | 335,814    | 34.281           | 1.835.781.578    | 30,1                     |  |
| Mandaguaçu                | 294,010    | 21.672           | 687.776.096      | 20,8                     |  |
| Marialva                  | 475,467    | 35.180           | 2.654.519.884    | 17,2                     |  |
| Maringá                   | 487,930    | 417.010          | 22.656.732.553   | -                        |  |
| Munhoz de Melo            | 137,018    | 3.958            | 136.941.311      | 45,9                     |  |
| Nova Esperança            | 401,587    | 27.821           | 943.234.906      | 43,5                     |  |
| Ourizona                  | 176,457    | 3.430            | 166.706.762      | 41,1                     |  |
| Paiçandu                  | 171,379    | 40.777           | 1.057.772.146    | 13,8                     |  |
| Presidente Castelo Branco | 155,734    | 5.260            | 147.412.650      | 32,2                     |  |
| Santa Fé                  | 276,241    | 11.885           | 319.694.397      | 51,3                     |  |
| Sarandi                   | 103,226    | 95.543           | 2.072.896.508    | 8,3                      |  |
| São Jorge do Ivaí         | 315,088    | 5.559            | 401.331.316      | 53,9                     |  |
| Total                     | 5.978,592  | 809.915          | 37.114.442.654   |                          |  |